# Gimme the Light
Gimme the Light, pierwotnie Give Me The Light – singel jamajskiego piosenkarza Seana Paula wydany w 2002 roku przez Black Shadow Records.
Singel umieszczono na albumie studyjnym Seana Paula Dutty Rock wydanym 12 listopada 2002 roku.

## Notowania na listach przebojów
| Kraj              | Lista (2002/2003) | Najwyższa pozycja |
| ----------------- | ----------------- | ----------------- |
| Stany Zjednoczone | Rhythmic Top 40   | 4                 |
| Wielka Brytania   | Singles Top 100   | 5                 |
| Stany Zjednoczone | Billboard Hot 100 | 7                 |
| Kanada            | Canadian Hot 100  | 11                |
| Holandia          | Single Top 100    | 16                |
| Szwajcaria        | Singles Top 75    | 19                |
| Stany Zjednoczone | Top 40 Mainstream | 26                |
| Szwecja           | Top 60 Singles    | 34                |
| Francja           | Top 100 Singles   | 43                |